# Jocotitlán
Jocotitlán est une municipalité de l'État de Mexico, au Mexique. Elle couvre une superficie de 276,77 km2 et compte 65 291 habitants en 2015.